# Carter Center
Il Carter Center è un'organizzazione non governativa e senza scopo di lucro fondata nel 1982 dall'ex Presidente degli Stati Uniti Jimmy Carter e da sua moglie Rosalynn Carter con l'appoggio dell'Emory University. Gli scopi dell'organizzazione sono la difesa dei diritti umani, l'osservazione elettorale neutrale, l'assistenza elettorale ai paesi di "democrazia recente", l'aiuto umanitario e medico-sanitario nelle zone del pianeta colpite da calamità o degradate. Ha sede ad Atlanta ed ha lavorato in più di 70 paesi. Nel 2002 Jimmy Carter ha ricevuto il Premio Nobel per la pace per il suo lavoro "nel trovare soluzioni pacifiche ai conflitti internazionali e nel far progredire la democrazia e i diritti umani nonché promuovere lo sviluppo economico e sociale".

## Scopo e attività del centro
Il centro sostiene la crescita delle istituzioni democratiche per garantire che ci sia un rispetto della regola di diritto e dei diritti umani, nonché la trasparenza e apertura nelle decisioni governative. Il fine è quello di consentire a tutti i cittadini di disporre delle risorse adeguate per competere lealmente alle elezioni delle cariche pubbliche. Per esempio, il centro sostiene gli sforzi dei leader civili in Etiopia, dove si occupa di mediare discussioni sulle più urgenti e controverse questioni politiche e sociali in cui si trova di fronte il Paese, mentre nei Territori palestinesi mantiene una piccola presenza a Ramallah, dove si è concentrato sul continuo monitoraggio e analisi dei problemi critici di sviluppo democratico.
Il centro ha svolto un ruolo fondamentale con la Divisione di assistenza elettorale delle Nazioni Unite e la National Democratic Institute per creare il consenso su un insieme comune di principi internazionali per l'osservazione elettorale. È anche leader nello sforzo di sviluppare efficaci metodologie per l'osservazione delle elezioni che impiegano nuove tecnologie di voto elettronico.
All'interno della sede del centro si trova la Jimmy Carter Library and Museum, la biblioteca presidenziale che conserva atti e documenti dell'amministrazione Carter, gestita in collaborazione col National Archives and Records Administration.
In accordo col National Park Service, il centro si occupa altresì del Jimmy Carter National Historical Park, l'area tutelata che preserva i luoghi natali del presidente e la sua dimora.

## La funzione politica ed elettorale
Iniziative democratiche in zone regionali dell'America Latina includono il supporto per l'accesso a programmi di informazione, la creazione di una rete inter-americana di sostegno e la riforma della politica di finanziamento delle campagne. Il Consiglio dei Presidenti e Primi Ministri delle Americhe svolge un ruolo importante nella realizzazione di questi obiettivi. Il Centro è un pioniere della fiducia riposta in esso per quanto riguarda l'osservazione elettorale, largamente dimostrata dall'invio di squadre di osservatori per determinare la legittimità delle elezioni, più di 69 in 27 Paesi dal 1989. Il compito degli osservatori del Carter Center consiste nell'analizzare le leggi elettorali, nella valutazione e nella registrazione dei processi di voto e nella valutazione della correttezza delle campagne. La presenza di osservatori imparziali durante le elezioni viene considerato uno dei migliori deterrenti contro interferenze o frodi nel processo di voto ed assicura che gli elettori possano tranquillamente aspettarsi un regolare svolgersi delle consultazioni. Le squadre inviate dal centro di solito includono tra i 30 e i 100 osservatori altamente qualificati, tra cui imparziali leader regionali, scienziati politici, esperti regionali e professionisti di osservazione elettorale.
Il Carter Center invia osservatori solo se invitato dall'autorità elettorali di un Paese e accolto dai principali partiti politici. Nelle condizioni non scritte in questo invito ma specificate in ogni manuale per osservatori viene sottinteso di non interferire nel processo elettorale e in ogni caso essere consapevoli di non rappresentare il governo degli Stati Uniti.